# Goralen

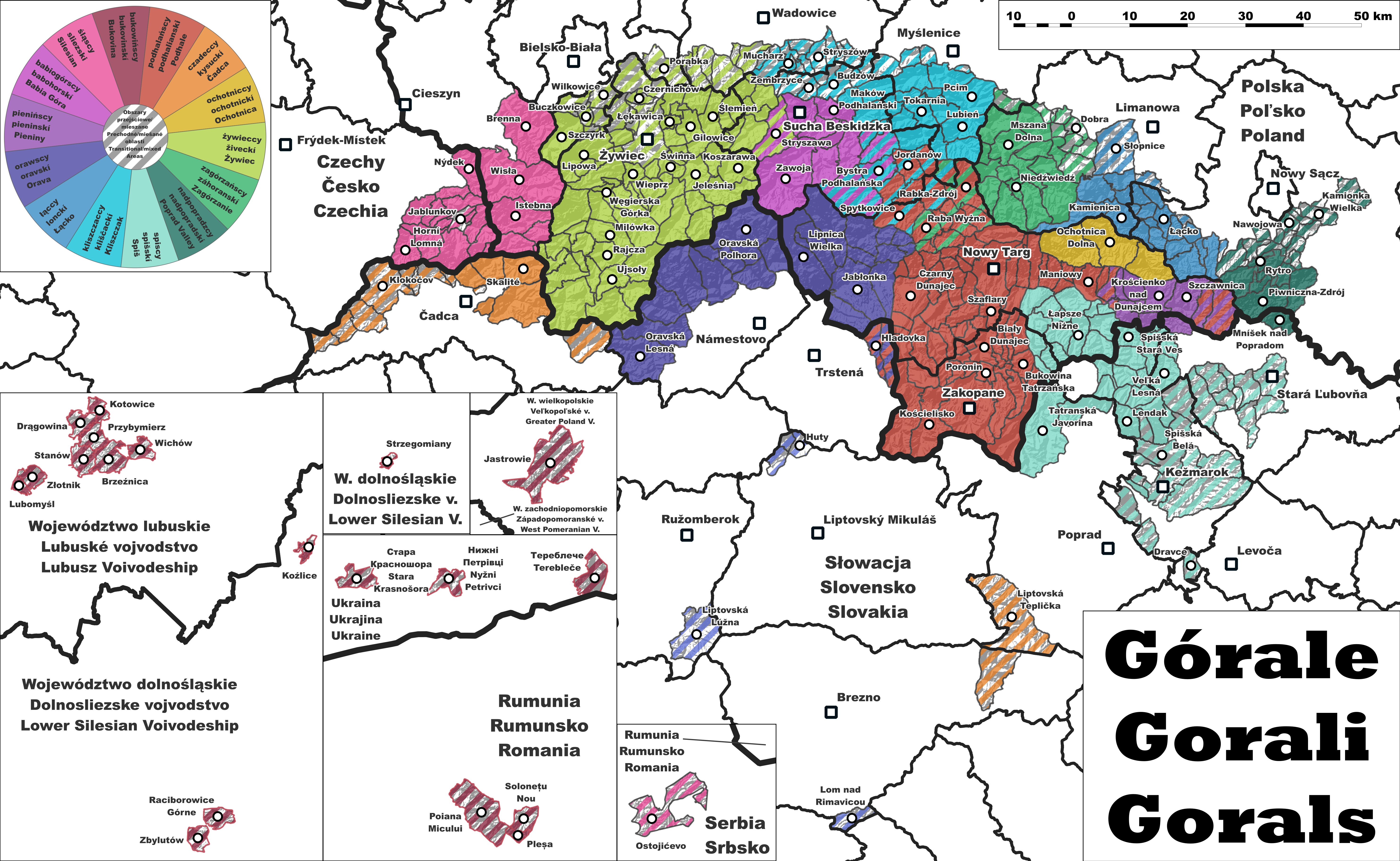
Karte des Siedlungsgebiets der Goralen

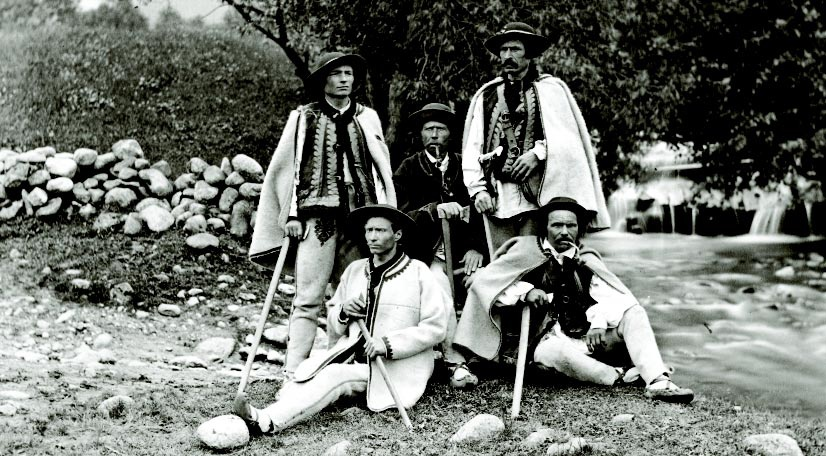
Podhale-Goralen, 1877

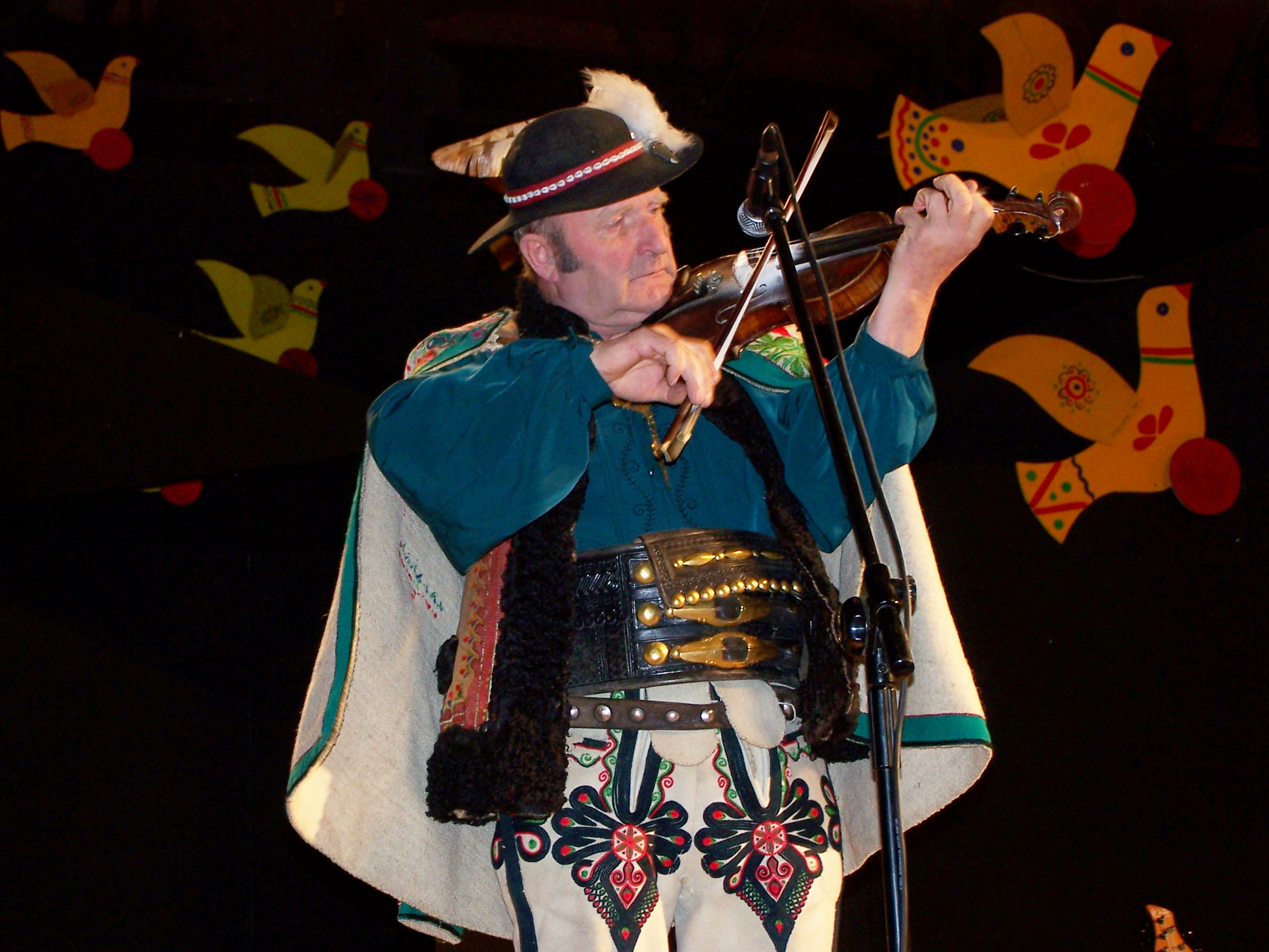
Typische Goralen-Tracht

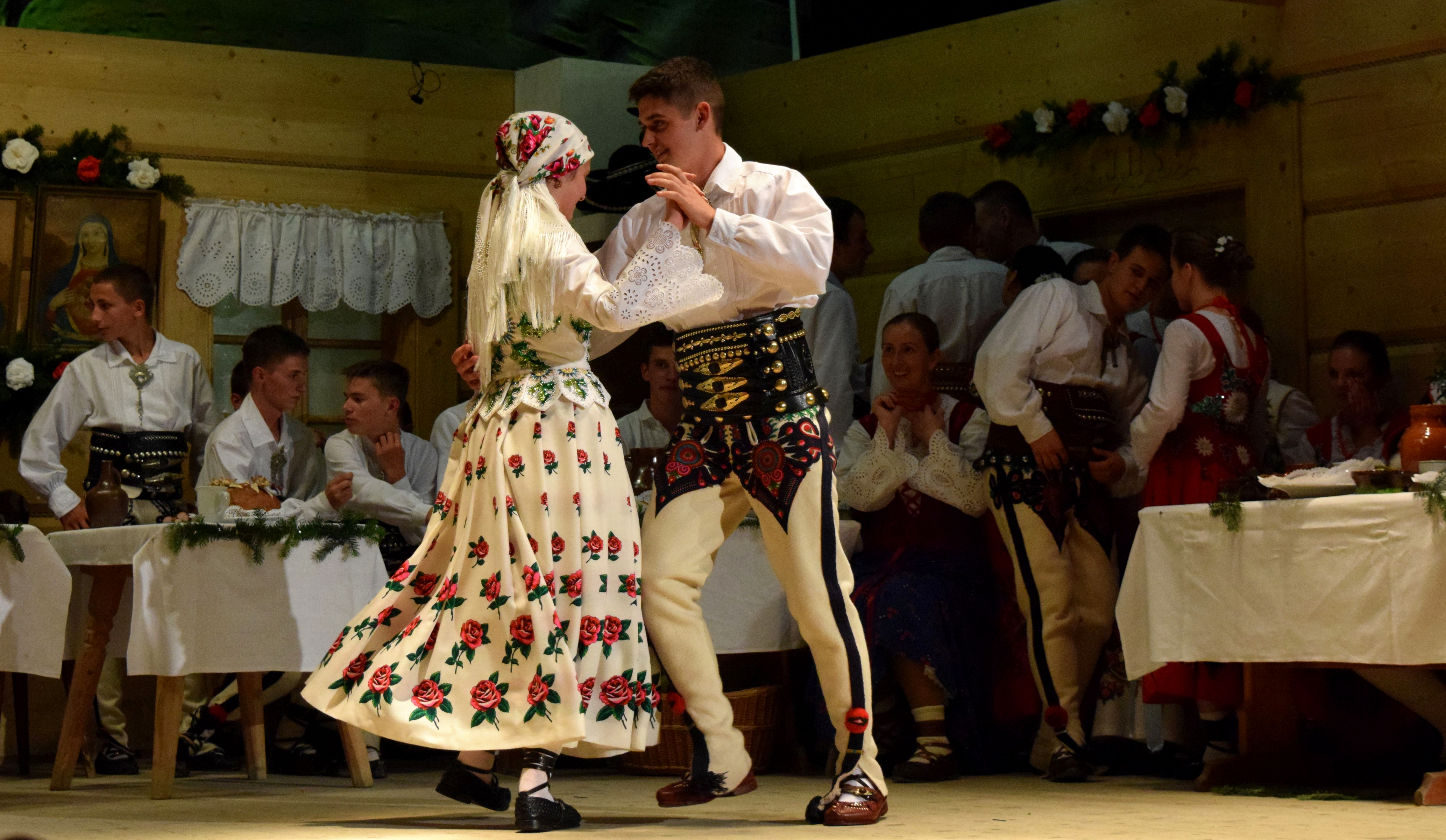
Goralen-Tracht, Podhale

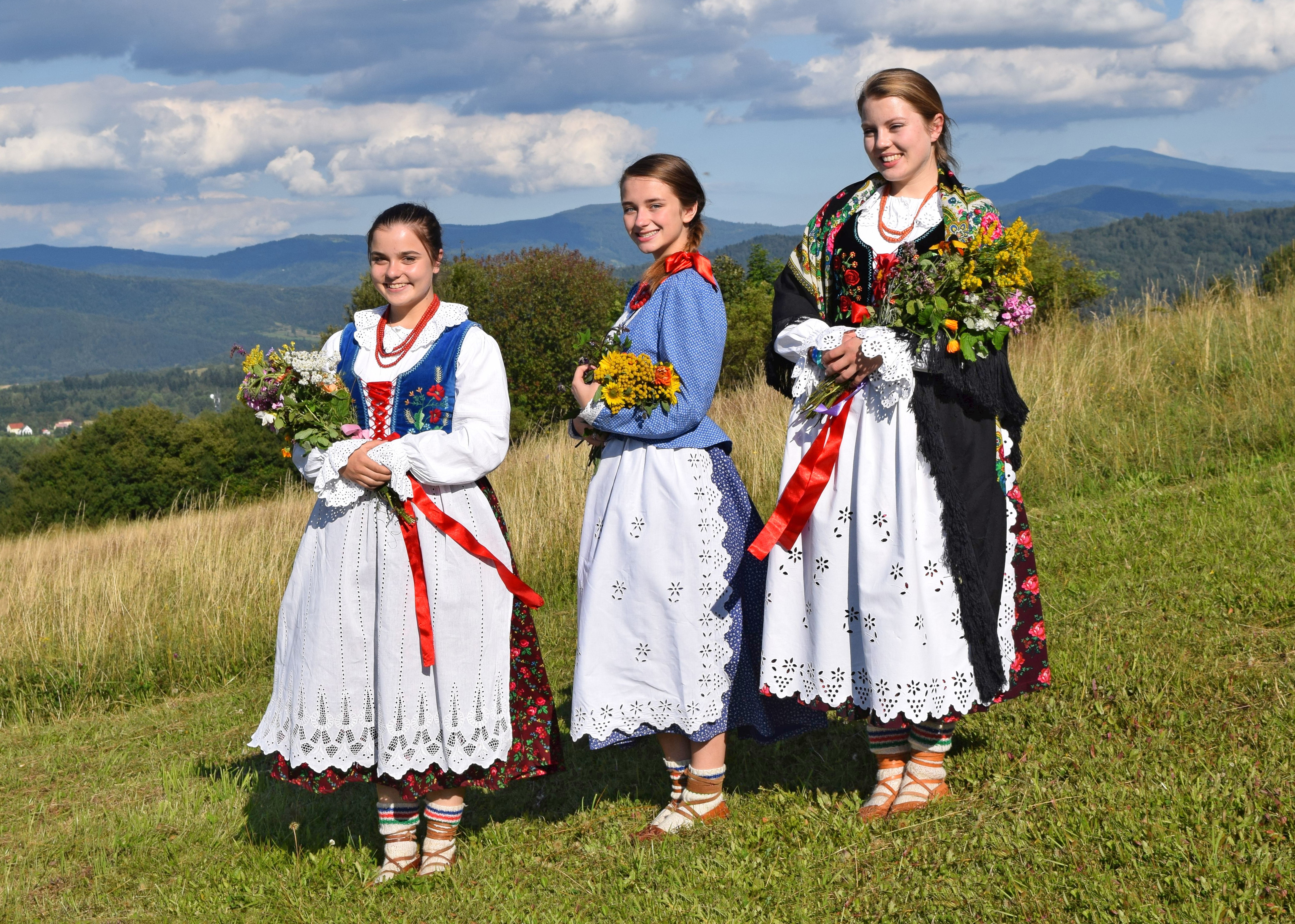
Saybuscher Goralen-Tracht

Die Goralen (polnisch Górale, slowakisch Gorali; von polnisch góra „Berg“, vergleiche auch slowakisch hora) sind eine westslawische ethnische Gruppe an der polnisch-slowakischen und der polnisch-tschechischen Grenze. Sie sprechen goralische Mundarten des Kleinpolnischen mit slowakischen und tschechischen Einflüssen sowie Teschener Mundarten in Schlesien. Die slowakischen Linguisten klassifizieren dagegen die goralischen Mundarten in der Slowakei als gemischte slowakisch-polnische Sprache, ähnlich wie die tschechischen Forscher die Teschener Mundarten als gemischte tschechisch-polnische Sprache einordnen.
Die Goralen haben historisch mit den Russinen und den rumänischsprachigen Karpatenbewohnern einen Lebensstil gemeinsam, der durch die sogenannte „Walachische Kolonisation“ aus östlichen Karpatengebieten in die Westkarpaten verbreitet wurde, weshalb sie früher alle gemeinsam als Walachen bezeichnet wurden, eigentlich ein älterer Name für Rumänen. Dieser Lebensstil verbindet sommerliche, extensive Weidewirtschaft durch Berghirten mit im Gebirgsklima weniger ertragreichem Ackerbau in festen Dörfern und übernahm oder orientierte sich am walachischen Gewohnheitsrecht, das sich neben anderen Elementen besonders mit gemeinschaftlichen Weiderechten und Eigentum der Viehherden beschäftigt, und das von Knesen gesprochen wurde, ein Titel, der in vielen slawischen Sprachen und im Rumänischen allgemein einen adligen Fürsten, bei den walachischen oder walachisch beeinflussten Berggemeinschaften aber eher einen Dorfvorsteher bezeichnet. Trotz dieser Gemeinsamkeiten mit den rumänisch- und balkanromanischsprachigen Gebirgsbewohnern der Ost- und Südkarpaten und einiger Balkangebirge ist die goralische Gemeinschaft ethnisch nur reliktisch mit den ursprünglichen Walachen verbunden, wie ihre allein westslawischen Mundarten und ihre römisch-katholische Konfession zeigen. Nur wenige Lehnwörter, z. B. der Gebirgsname Magura, oder viele Karpatismen wie koszar (siehe die Ortsnamen wie Koszarawa, Košařiska usw.), sind wohl rumänisch-walachischer Herkunft.

## Verbreitung
In Polen leben die Goralen in der Tatra und in Teilen der Westbeskiden. Dort werden sie zu den Polen gezählt, obwohl sich eine Minderheit in den polnischen Teilen von Arwa und Zips als slowakisch identifiziert. In der Slowakei siedeln die Goralen in den Landschaften Orava (deutsch: Arwa), Kysuce sowie der Oberzips und werden dort seit dem 18. Jahrhundert als Teil der Slowaken angesehen; eine einflussreiche polnische Nationalbewegung entwickelte sich im frühen 20. Jahrhundert nur im Siedlungsgebiet in Arwa. In Tschechien leben sie im südlichen Olsagebiet bzw. im tschechischen Teil des Teschener Schlesien und machen dort den Kern der polnischen Minderheit Tschechiens aus. Allerdings identifizieren sich diese zumeist als Schlesier, aber auch als Tschechen oder sogar Mährer.
Auf der polnischen Seite der Tatra sind die Goralen insbesondere um das Touristenzentrum Zakopane in der Podhale wohnhaft. Weniger im polnischen Bewusstsein sind die Goralen vom Saybuscher Land etabliert bzw. von den Podhale-Goralen unterschieden. Dabei fallen vor allem die mit reichem Balkenschnitzwerk versehenen, vielgiebligen Holzhäuser mit ebenso vielen Dachgauben auf. In Landestracht gekleidete Frauen verkaufen ihre Produkte an von Passanten und Touristen stark frequentierten Orten. Hierzu zählt vor allem Oscypek, ein geräucherter Schafskäse, der äußerlich an wunderlich ausgeformte Fastnachtskrapfen oder kunstvoll gedrechselte Holzspindelteile erinnert.
Nach J. Jakubiec unterschieden sich die Saybuscher Goralen besonders von ihren Nachbarn: Ślezioki (Schlesier), Słowioki (Slowaken), Ruśnioki (Russinen) und Lachen (die Bewohner der Täler/Flachländer, vergleiche die ostslawische Bezeichnung Lachen). Nach Meinung von Linguisten sprechen eine nicht geringe Zahl der Goralen lachische und nicht goralische Mundarten.

### Einteilung
Die Góralen lassen sich in verschiedene Untergruppen einteilen:
- Schlesische Goralen:
  - Brenniacy in Brenna
  - Jabłonkowianie in der Umgebung von Jablunkov (Jablunkau)
  - Wiślanie in Wisła – berühmt für das lutherische Bekenntnis
  - Morawianie (Mährer) in Morávka, Krásná und Pražmo, sie sprechen schon Lachisch;
- Čadca-Goralen, gemischte Gruppe von den Schlesischen und Saybuscher Goralen, nördlich von Čadca
- Kleinpolnische Goralen:
  - Babia Góra Goralen, unter Babia Góra in Polen,
  - Orava-Goralen, in der nördlichen Orava
  - Pieninen Goralen
  - Podhalanie in der Podhale
  - Sandezer Goralen, in den Sandezer Beskiden
  - Zipser Goralen
  - Zagórzanie
  - Saybuscher Goralen, im Saybuscher Land
  - Kliszczacy

## Geschichte
Das Wohngebiet der späteren Goralen war im frühen Mittelalter bis zum 12. Jahrhundert nur spärlich besiedelt und mit dichten Wäldern bewachsen. Im 13. Jahrhundert kam es zu der ersten, aber wenig erfolgreichen planmäßigen Besiedlung von Podhale, die wegen des ersten Mongolensturms aufgegeben wurde. Im frühen 14. Jahrhundert (ab 1307) begann ein Wettbewerb zwischen dem Königreich Polen und dem Königreich Ungarn, das Neumarkter Becken zu erschließen. Besonders die Besiedlung auf ungarischer Seite hatte starke Beziehungen mit der oberzipserdeutschen Sprachinsel.
Historisch sind Vorfahren der Hirten bzw. der Goralen im Zuge der „walachischen Kolonisation“ in den Karpaten eingewandert und wurden in den ältesten Quellen zwischen dem 15. und 17. Jahrhundert als Walachen bezeichnet, waren aber im Gegensatz zu den orthodoxen bzw. griechisch-katholischen Lemken bzw. Russinen im Osten römisch-katholischer Religion. Die Kirche spielte eine Rolle in der Integration mit allen benachbarten Ethnien in der Grenzregion zu Ungarn und Böhmen. Der Lebensstil der Goralen verbreitete sich auch weiter westlich in der Mährischen Walachei, jedoch identifizierten sich die dortigen „Walachen“ später nicht als Goralen, sondern als Tschechen bzw. Mährer.
Im 19. Jahrhundert begann der Tourismus in der Region. Nach dem Ersten Weltkrieg kam es zum tschechoslowakisch-polnischen Grenzkonflikt über von Goralen bewohnte Teile von Arwa und Zips.
Im Zweiten Weltkrieg wurden die Goralen in Podhale von den deutschen Besatzern als eigene ethnische Gruppe angesehen und „Goralenvolk“ genannt. Ein Teil der regionalen Elite unterzeichnete die Deutsche Volksliste und kam so in den Genuss von Privilegien. Die meisten Goralen verweigerten jedoch die Aufnahme auf die Volksliste, und viele schlossen sich dem polnischen Widerstand an.
Im Dialekt von Podhale wurde eine gewisse Menge von Dialektliteratur veröffentlicht. Einer der bekanntesten Autoren unter den polnischen Goralen war der Priester und Philosoph Józef Tischner. Er verfasste nicht nur Bücher wie die „Philosophiegeschichte auf Goralisch“, sondern engagierte sich auch für wirtschaftliche und kulturelle Programme zugunsten der Goralen.